# Джефф Гун
Джеффрі Вільям «Джефф» Гун (англ. Geoffrey William «Geoff» Hoon; нар. 6 грудня 1953, Дербі, Англія) — британський політик-лейборист.

## Життєпис
Син залізничника Ернеста Гуна і Джун Коллетт. Він здобув освіту у Nottingham High School. З 1972 по 1973 він працював на меблевій фабриці, після чого почав вчитися у Коледжі Ісуса Кембриджського університету. У 1974 році він отримав ступінь бакалавра права, а пізніше — магістра. З 1976 по 1982 він викладав право в Університеті Лідса. Він має також гостьові лекції в американському Університеті Луїсвілла. У 1978 році почав адвокатську практику у Grey's Inn. З 1982 по 1984 він провів юридичну практику у Ноттінгемі.
У 1984 році був обраний до Європейського парламенту як представник графстві Дербішир. У 1992 отримав місце у Палаті громад як представник округу Ешфілд. Залишив парламенту у 2010.
Міністр оборони (1999–2005), лідер Палати громад — лорд-хранитель Малої печатки (2005–2006), державний міністр у справах Європи (1999, 2006–2007), парламентський секретар Казначейства (2007–2008), міністр транспорту (2008–2009).
Одружений, має трьох дітей.